# Antiokensk rit
Den antiokenska ritfamiljen är en familj av riter inom Katolska kyrkan med syriska som liturgisk språk, ursprungligen använd i patriarkatet av Antiochia. Här ingår de västsyriska riterna: syrisk rit och (syro-)malankaresisk rit. Vissa räknar även de östsyriska riterna (kaldeisk rit och (syro-)malabarisk rit) till denna familj. Även maronitisk rit räknas ibland som antiokensk, och sorterar då in under den västsyriska subkategorin.

## Västsyriska riter
- Syriska riter
  - Syrisk rit (Syrien), språk: syriska; ledare: syrisk-katolske patriarken av Antiochia
  - (syro-)Malankaresisk rit (Indien), språk: västsyriska; ledare: Metropoliten av Trivandrum för syro-malankareserna

- Maronitiska riter[1]
  - Maronitisk rit (Libanon), språk: Arameiska; ledare: Maronitiske patriarken av Antiokia

## Östsyriska (Assyro-kaldeiska) riter
- Kaldeisk rit (Irak), språk: Syriska; ledare: Patriarken av Babylon för kaldeerna
- (syro-)Malabarisk rit (Indien), språk: Syriska, ledare: Stor-ärkebiskopen av den (syro-)malabariska riten

## Fotnoter
1. ↑  Räknas ibland som egen ritfamilj